# Denny Doherty
Dennis Gerrard Stephen Doherty (Halifax, Nueva Escocia, 29 de noviembre de 1940 - Mississauga, Ontario, 19 de enero de 2007) fue un cantante y compositor canadiense, conocido por haber sido el fundador de la banda The Mamas & the Papas.

## Biografía
Nació en Halifax el 29 de noviembre de 1940.
Inició su carrera musical en Montreal en 1960.
La increíble voz de Doherty se dio a conocer a sus 19 años cuando fundó el grupo folk The Colonials, cuando estos obtuvieron el contrato con Columbia Records se cambiaron el nombre a The Halifax Three.
En 1963 Doherty estableció una estrecha amistad con Cass Elliot, cuando estaba en una banda llamada The Big 3. En un tour de The Halifax Three conoció a John Phillips y su nueva esposa Michelle Gilliam, conocida en adelante como Michelle Phillips.
La banda de John, The New Journeymen, necesitaban un tenor que reemplazara a Marshall Brickman. Doherty, desempleado y al probar su capacidad inigualable de cantar, quedó rápidamente contratado.
En 1965 Cass Elliot fue llamada para formar la nueva banda con John Phillips, Denny Doherty y Michelle Phillips, llamada The Magic Circle, seis meses después, en septiembre de 1965, el grupo firmó un contrato con Dunhill Records, cambiándose el nombre a The Mamas & The Papas.

## Relación con Michelle Phillips
En 1965 Doherty comenzó una relación con su compañera Michelle Phillips, esposa de John.
Fueron capaces de mantenerlo en secreto, cuando el grupo contaba con un gran éxito. Durante un viaje en México Denny le contó a Cass su gran secreto, y Cass corrió a reclamarle a Michelle diciéndole "Tú puedes tener a cualquier hombre que quieras, ¿Por qué tenías que acostarte con el que amo?". Cass estaba profundamente enamorada de Denny, constantemente le reclamaba y le propuso matrimonio pero éste declinó.
Una noche John los pilló en el acto, y le reclamó a Michelle "Michelle te dejo hacer todo lo que tú quieres, pero, no te tires a mi tenor", Luego de separarse, John y Michelle se reconciliaron y se mudaron a una nueva casa que compraron en Bel-Air ya que la que tenían la compartían con Doherty. Doherty también se mudó a otra casa.
Denny comenzó a beber extremadamente para olvidar a Michelle, y John junto con Denny escribió "I saw her again" para castigar a ambos.
Denny coescribió "Got a feelin" y escribió "For the love of ivy". Esta relación y las dudas de John Phillips sobre su mujer se ven reflejadas en las canciones "Got a feelin´", " No salt on her tail" y en la que más refleja esa relación es en "I saw her again". Michelle dijo en una entrevista que John había escrito "Words of love" para ella, también declaró que ella amaba a Doherty.

## Después de los M&P
Doherty continuó con su carrera de solo y compuso las canciones: ”Indian Girl”, ”Baby catch the moon”, ”My song”, entre otras. Cass le pidió repetidas veces que se casara con ella, pero él declinó. Continuó bebiendo para olvidar a Michelle, ya que era a quien en realidad amaba.
Doherty colaboró en la recreación de The Mamas and the Papas, junto con John, Mackenzie Phillips (hija de John) y Elaine Spanky McFarlane, cantando viejas y nuevas canciones escritas por John.
En 1993 Doherty interpretó el papel del capitán de puerto en Theodore Tugboat, una historia de televisión para niños en la que dio su voz a todos los personajes.
A Doherty, que se casó dos veces, le sobreviven tres hijos, John, Emberly y Jessica; dos hermanas y un hermano. Sus dos esposas murieron antes que él.
Apareció en la serie de televisión canadiense "trailer park boys" como una figura del FBI pocos días antes de su muerte, el capítulo fue dedicado a él.
Falleció el 19 de enero de 2007 en Mississauga, a las afueras de Toronto, a los 66 años de edad tras unos problemas renales.